# Divisie Nr. 10 (Newfoundland en Labrador)
Divisie Nr. 10 (Engels: Division No. 10) is een censusdivisie in Newfoundland en Labrador, de oostelijkste provincie van Canada. Het door Statistics Canada afgebakende gebied komt overeen met de gehele regio Labrador exclusief het noordelijk gelegen autonome gebied Nunatsiavut.

## Demografie

### Bevolkingsomvang
De volkstelling van 1951 was de eerste sinds de toetreding van de provincie Newfoundland tot de Canadese Confederatie. Divisie Nr. 10 telde toen bijna 8.000 inwoners. Er vond in de decennia erna een explosieve demografische groei plaats. De bevolkingsomvang piekte in 1976 net boven de 33.000 – meer dan een verviervoudiging. In de jaren 80 en 90 kende het gebied echter een geleidelijke demografische achteruitgang (met eind jaren 80 een tijdelijke heropflakkering). In 2001 woonden er nog 27.864 mensen, ofwel een daling van 5.191 inwoners (-15,7%) in 25 jaar tijd.
Nadat de autonome regio Nunatsiavut in 2005 opgericht werd, besloot Statistics Canada om dat gebied vanaf de volkstelling van 2006 te laten samenvallen met een nieuw opgerichte Divisie Nr. 11. Tot dan kwam Divisie Nr. 10 overeen met de volledige regio Labrador. De grote bevolkingsterugval tussen 2001 en 2006 heeft dus deels te maken met de aanzienlijke verkleining van Divisie Nr. 10. Sindsdien is de bevolkingsomvang vrij tot zeer stabiel gebleven.
- Bron: Statistics Canada (1951–1986[1], 1991–1996[2], 2001–2006[3], 2011–2016[4], 2021[5])

### Taal
In 2021 had ruim 88% van de inwoners van Divisie Nr. 10 het Engels als moedertaal en in totaal was 99,5% van de inwoners die taal machtig. Hoewel slechts 460 mensen (1,9%) het Frans als (al dan niet gedeelde) moedertaal hadden, waren er 1.875 mensen die die andere Canadese landstaal konden spreken (7,8%). Divisie Nr. 10 telde in 2021 daarnaast zo'n vijf mensen die het Nederlands als moedertaal hadden.
Andere veel gesproken talen waren voornamelijk talen van de inheemse bevolking. Zo waren er in 2021 1.870 mensen (7,8%) het Innu en 120 mensen (0,5%) het Inuktitut machtig. Vanwege de relatief grote Filipijnse gemeenschap waren er ook 590 sprekers van het Tagalog (2,5%).

### Inheemse bevolking
Bij de volkstelling van 2016 gaven 9.400 inwoners (38,6%) van Divisie Nr. 10 aan dat ze een inheemse identiteit hebben. De grootste groep onder hen zijn de 3.890 Métis, gevolgd door 2.795 mensen behorend tot een van de First Nations en 2.475 Inuit. Vrijwel al de rest gaf aan meer dan een van bovenstaande inheemse identiteiten te hebben.

## Plaatsen
Divisie Nr. 10 telt vijftien gemeenten (towns) en twee indianenreservaten. Daarnaast zijn er elf andere bewoonde plaatsen in gemeentevrij gebied waarvan er vier een local service district hebben.
| - Cartwright - Charlottetown - Forteau - Happy Valley-Goose Bay - L'Anse-au-Clair - L'Anse-au-Loup - Labrador City - Mary's Harbour - North West River - Pinware - Port Hope Simpson - Red Bay - St. Lewis - Wabush - West St. Modeste | - Natuashish - Sheshatshiu - Black Tickle-Domino - Lodge Bay - Norman's Bay - Pensons Arm - Capstan Island - Churchill Falls - L'Anse Amour - Mud Lake - Opocopa - Paradise River - Wallmans |